# Xyloperthodes abruptus
Xyloperthodes abruptus är en skalbaggsart som först beskrevs av Pierre Lesne 1906.  Xyloperthodes abruptus ingår i släktet Xyloperthodes och familjen kapuschongbaggar. Inga underarter finns listade i Catalogue of Life.